# Seznam slovenských hráčů v KHL v sezóně 2016/2017
Toto je seznam hráčů Slovenska v sezóně 2016/2017 KHL.
- HC Slovan Bratislava – Patrik Bacík • Marek Ďaloga • Marco Halama • Michal Hlinka • Patrik Lušňák • Andrej Meszároš • Samuel Petráš • Matěj Pokorný • Denis Pätoprstý • Mislav Rosandić • Boris Sádecký • Michal Sersen • Juraj Siska • Pavol Skalický • Tomáš Starosta • Andrej Šťastný • Matúš Šukel • Marek Viedenský • Tomáš Zigo
- HC Rudá hvězda Kunlun – Martin Bakoš • Tomáš Marcinko
- Avtomobilist Jekatěrinburg – Michal Čajkovský